# Bevan Fransman
Bevan Fransman (sinh ngày 31 tháng 10 năm 1983 ở Cape Town, Western Cape) là một cầu thủ bóng đá người Nam Phi, hiện tại thi đấu ở vị trí trung vệ cho Maritzburg United F.C. và đội tuyển quốc gia Nam Phi.
Anh từng tham dự Cúp bóng đá châu Phi 2008.

## Hapoel Tel Aviv
Vào ngày 9 tháng 6 năm 2010 Fransman hoàn tất chuyển nhượng đến Israel với mức giá không tiết lộ, kí bản hợp đồng 3 năm.

## Danh hiệu
- Israel State Cup (2):
  - 2011, 2012